# Мацунь
Мацу́нь (кит. упр. 马村, пиньинь Mǎcūn) — район городского подчинения городского округа Цзяоцзо провинции Хэнань (КНР). Район назван по находившейся в этом месте Мацуньской пролетарской деревне (马村工人村).

## История
После капитуляции Японии во Второй мировой войне коммунистами 8 сентября 1945 года на смежных территориях уездов Сюу и Боай был создан город Цзяоцзо (焦作市). Затем во время гражданской войны эти места были захвачены гоминьдановскими войсками, и в феврале 1948 года город Цзяоцзо был преобразован в уезд Цзяоцзо (焦作县). В октябре 1948 года уезд Цзяоцзо вновь перешёл под контроль коммунистов.
После победы в гражданской войне коммунистами была в августе 1949 года создана провинция Пинъюань, и уезд Цзяоцзо вошёл в состав созданного одновременно Специального района Синьсян (新乡专区) провинции Пинъюань. В октябре 1949 года уезд Цзяоцзо был преобразован в Горнодобывающий район Цзяоцзо (焦作矿区). 30 ноября 1952 года провинция Пинъюань была расформирована, и Специальный район Синьсян перешёл в состав провинции Хэнань. В 1956 году Горнодобывающий район Цзяоцзо был преобразован в город Цзяоцзо, а в этих местах был создан район Мацунь.
В 1957 году район Мацунь вместе с районом Лифэн был преобразован в Пригородный район (郊区). В 1958 году район был воссоздан.

## Административное деление
Район делится на 7 уличных комитетов.